# فوهرینگن (بادن-وورتمبرگ)
فوهرینگن (به آلمانی: Vöhringen) یک شهر در آلمان است که در روتوایل واقع شده‌است.